# アジアハイウェイ42号線
アジアハイウェイ42号線（アジアハイウェイ42ごうせん）は、アジアハイウェイ網の路線の一つ。アジアハイウェイ南アジア小地域（サブリージョン）の路線の一つ。総延長は3,754kmである。
アジアハイウェイ5号線通過点の中華人民共和国の甘粛省蘭州を起点し南西方向に延びる。途中チベット自治区のラサを通過し、ダム・コダリ付近で中国・ネパール国境を跨ぐ。
ネパール入境後は首都カトマンズを通過し、ヘトウラからピパラ・シマーラまでアジアハイウェイ2号線との重複区間となる。
ビールガンジ・ラクサウル付近でネパール・インド国境を跨ぎ、インドのバーヒが終点となり、そこでアジアハイウェイ1号線と接続する。

## ルート

### 中華人民共和国
区間延長2,893km
- 京蔵高速道路 : 蘭州（アジアハイウェイ5号線と接続） - 西寧
- G109国道 : 西寧 - ゴルムド - ラサ
- G318国道 : ラサ - ダム - （ネパールへ）

### ネパール
区間延長297km
- アラニコ・ハイウェイ（英語版） : コダリ（英語版） - カトマンズ
- プリシビ・ハイウェイ（英語版）とトリブバン・ハイウェイ（英語版）の重複区間 : カトマンズ - ノウビセ（英語版）
- トリブバン・ハイウェイ : ノウビセ - ヘトウラ（アジアハイウェイ2号線と合流・分岐）
- マヘンドラ・ハイウェイとトリブバン・ハイウェイの重複区間 : ヘトウラ - ピパラ・シマーラ（英語版）（アジアハイウェイ2号線と合流・分岐）
- トリブバン・ハイウェイ : ピパラ・シマーラ - ビールガンジ - （インドへ）

### インド
区間延長457km
- インド国道527号（英語版） : ラクサウル（英語版） - パイプラ・コティ（英語版）
- インド国道27号（英語版） : パイプラ・コティ - ムザッファルプル
- インド国道122号（英語版） : ムザッファルプル - バラウニ（英語版）
- インド国道31号（英語版） : バラウニ - ゴースワリ
- インド国道33号（英語版） : ゴースワリ - ビハール・シャリーフ
- インド国道20号（英語版） : ビハール・シャリーフ - バーヒ（英語版）（アジアハイウェイ1号線と接続）

## 参考資料
- Asian Highway （英語） - 国際連合アジア太平洋経済社会委員会による解説
- Asian Highway Route Map (PDF)  （英語） - 国際連合アジア太平洋経済社会委員会によるルート図
- Asian Highway Handbook (PDF)  （英語） - 国際連合アジア太平洋経済社会委員会
- アジアハイウェイ・プロジェクトの概要 - 国土交通省総合政策局
- アジアハイウェイとは - 国土交通省総合政策局